# Philippe Saisse
Philippe Saisse (Marselha, 10 de novembro de 1962) é um pianista francês. Trabalhou com artistas como David Bowie, Chaka Khan, Rolling Stones, entre outros.